# Pionierskij (rejon talicki)
Pionierskij (ros. Пионерский) – osiedle w Rosji, w obwodzie swierdłowskm, w rejonie talickim. W 2010 liczyło 1605 mieszkańców.